# Travniška plenilka
Travniška plenilka (znanstveno ime Decticus verrucivorus) je velika kobilica iz podreda dolgotipalčnic, ki je razširjena skoraj po celi celinski Evropi.

## Opis
Odrasle kobilice dosežejo dolžino med 31 in 37 mm, pri čemer so samice bistveno večje od samcev in se od njih ločijo tudi po dolgi, navzgor obrnjeni leglici. Osnovna barva telesa travniške plenilke je zelena. Poleg zelene so, običajno na toplejših legah, pogosti še rjavi, redkeje pa se pojavljajo tudi sivi ali rjavo rožnati osebki. Pokrovke segajo preko zadka ter so malenkost krajše od zadnjih goleni. Običajno se travniške plenilke zaradi relativno velike mase premikajo s hojo, lahko pa tudi letijo na krajše razdalje (3 do 4 metre). Na pokrovkah so po dolžini pogoste rjave lise ob zgornjem in spodnjem robu, ob korenu pokrovk pa se pojavljajo tudi krajše rumene prečne linije. Spodnji del telesa je rumen. Na vrhu ovratnika, po vsej dolžini, poteka vzdolžna brazda. Tipalnice so nekoliko daljše od telesa. Sestavljene oči so stemno rjave ali črne barve. Glava je sorazmerno velika in ima močno grizalo, ki nakazuje plenilsko naravo te vrste kobilic. 

## Biologija
Travniška plenilka je pretežno mesojeda kobilica. Mlajši osebki se sicer po večini hranijo z rastlinsko hrano, kasneje pa prevladuje živalska. Pogosto plenijo druge vrste kobilic, lahko pa prihaja celo do kanibalizma. Sicer travniška plenilka glede hrane ni izbirčna in se hrani tudi z ličinkami raznih žuželk, nočnimi metulji, občasno pa celo z mrhovino.